# Schans Konstantinopel
Schans Konstantinopel (ook: Constantinopel) was een schans die deel uitmaakte van de Passageule-Linie.
De schans ligt tussen de Liniedijk en de Passageule, ruim 1,5 km ten zuidoosten van Waterlandkerkje, en werd in 1604 door de Staatsen opgericht nadat ze het gebied hadden veroverd. Ze bevindt zich tussen de Schans Middelburg en de Schans Turkeye.
Evenals bij de nabijgelegen Schans Turkeye refereert de naam aan het land Turkije, in dit geval aan de stad Constantinopel, het huidige Istanboel. Er wordt wel beweerd dat de naam van de schansen refereert aan de steun die het Ottomaanse Rijk aan de Republiek heeft verleend tijdens de Tachtigjarige Oorlog.
Omstreeks 2010 werd de schans gereconstrueerd.